# مطبخ قبرصي

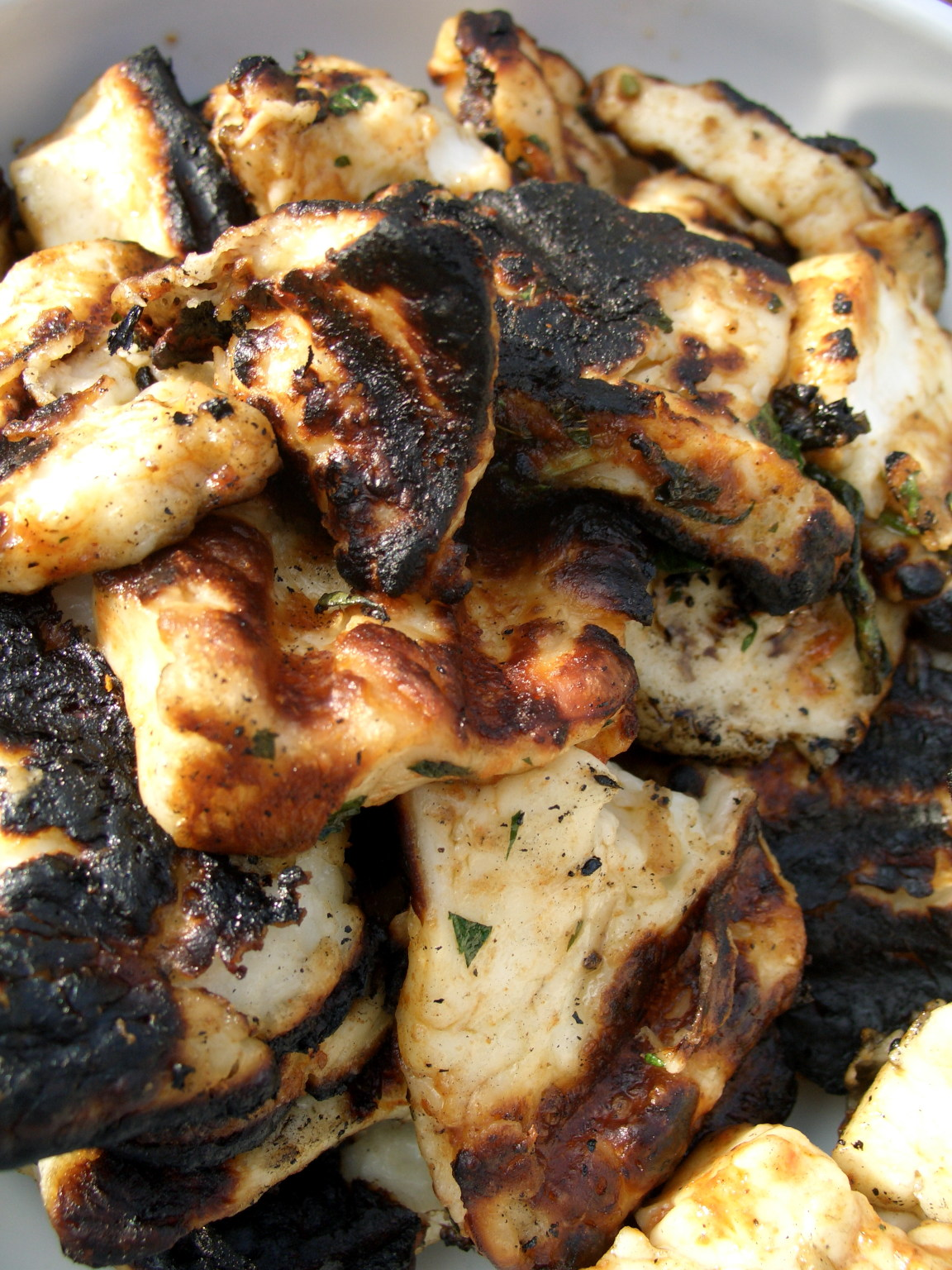
جبن حلومي مشوي

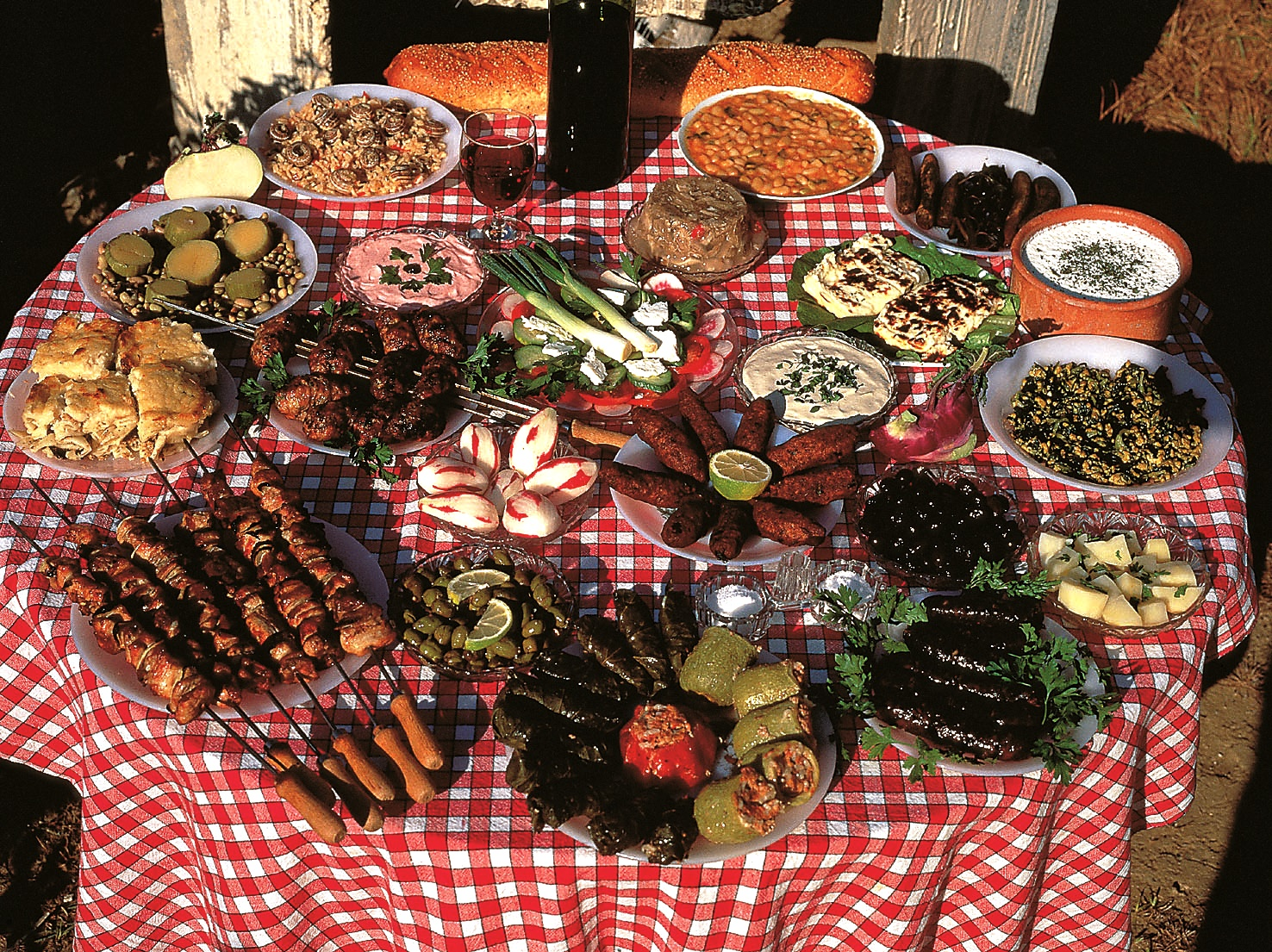
مائدة تتضمن أطباق مختلفة من المطبخ القبرصي

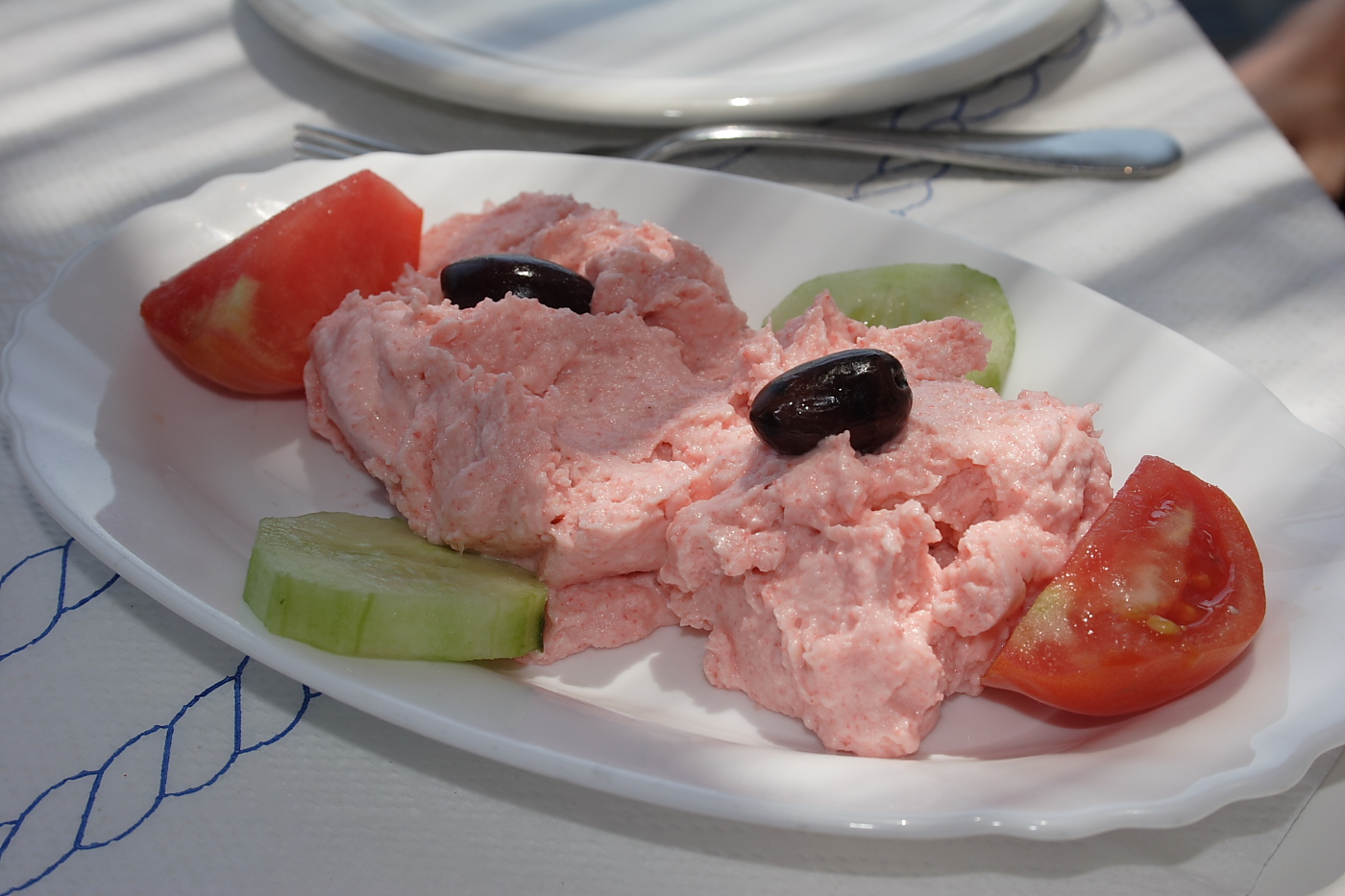
سمك في صلصة

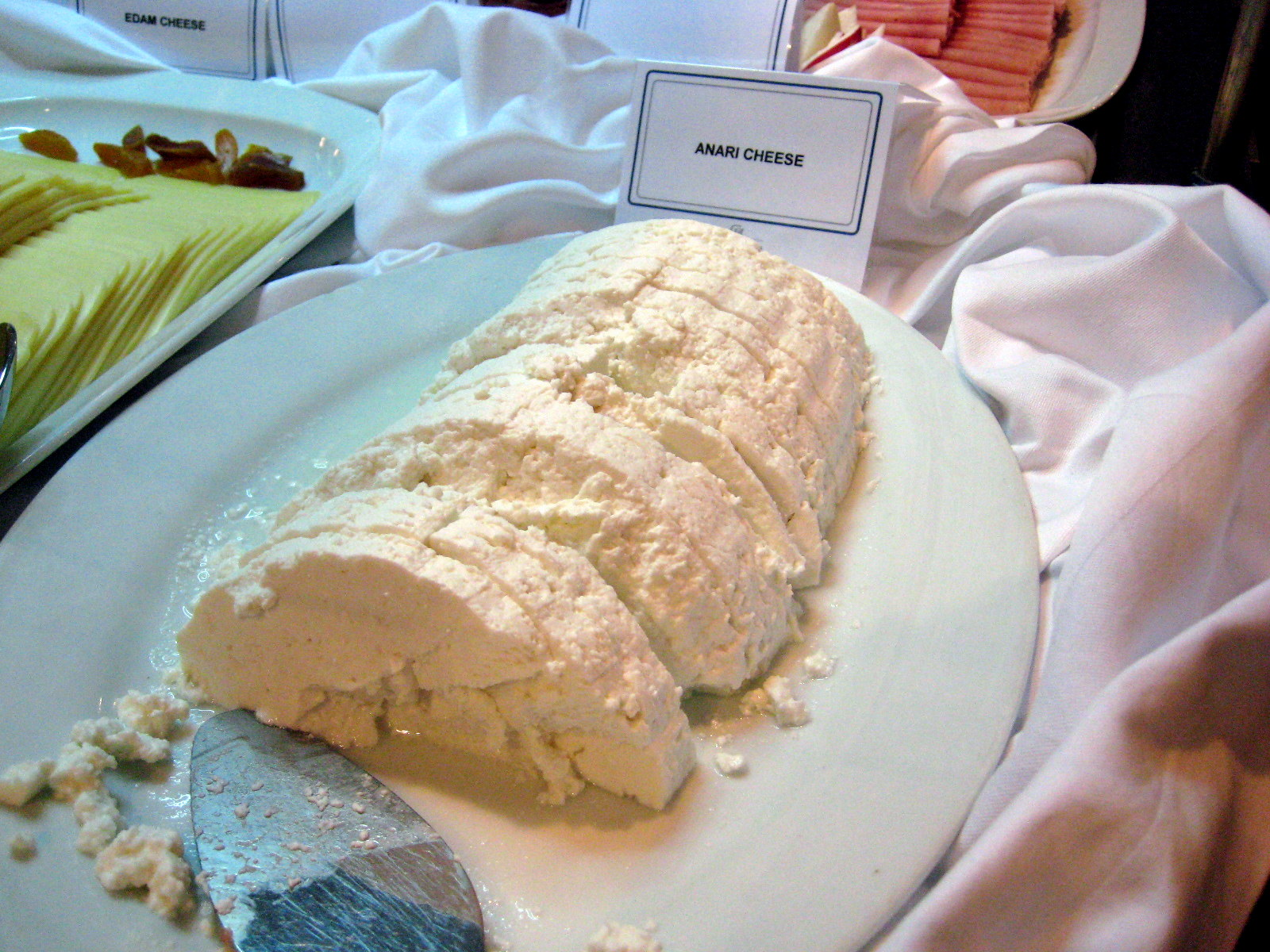
أناري مقدم في الإفطار في فندق لاميسو

المطبخ القبرصي هو المطبخ الواقع في جزيرة قبرص الواقعة في شرق البحر الأبيض المتوسط. أجواء المطبخ يصوغها في الجزيرة مناخ البحر الأبيض المتوسط، والجغرافيا، والتاريخ.
يعكس المطبخ نوعين مهيمنين من السكان. حيث تطور تدريجياً ما يعتبر مزيجاً من المأكولات اليونانية والتركية والعربيه الشاميه بالإضافة إلى التقلبات المحلية على أطباق معروفة. وعلاوة على ذلك تأثيرات واضحة قادمة من دول المشرق العربي المجاورة، مع التشابه الكبير مع المطبخ الفلسطيني والأردني والسوري واللبناني .
هناك أيضاً بقايا تأثير من المطابخ الفرنسية والإيطالية، والأنجلوسكسونية وذلك من التأثيرات الناجمة عن احتلال الجزيرة من قبل تحالف القوات الفرنسية، والبندقية (الإيطالية) والبريطانية.
المطبخ الغربي الحديث (وخاصة للوجبات السريعة) له تأثير متزايد من يوم إلى يوم في الجزيرة.